# クッチャーゴ
クッチャーゴ（伊: Cucciago）は、イタリア共和国ロンバルディア州コモ県にある、人口約3,500人の基礎自治体（コムーネ）。

## 地理

### 位置・広がり
コモ県南部のコムーネ。県都コモから南へ8kmの距離にある。

#### 隣接コムーネ
隣接するコムーネは以下の通り。
- カントゥ
- カズナーテ・コン・ベルナーテ
- フィーノ・モルナスコ
- センナ・コマスコ
- ヴェルテマーテ・コン・ミノプリオ

### 地震分類
イタリアの地震リスク階級 (it) では、4 に分類される
。

## 人物

### 著名な出身者
- アリアルド（イタリア語版） - 11世紀の聖職者、聖人。